# 長土居政史
長土居 政史（ながどい まさし、1963年 - ）は、ロサンゼルスで活動する日本人映画監督。

## 来歴・人物

### 留学から監督まで
1963年東京生まれ。 都立南高校卒業。明治大学中退。両親は北海道出身。母親は樺太育ち。1983年初渡米。アラバマ州モービル市スプリング・ヒル大学で英語夏期講習修了。その後元副大統領、元駐日米国大使ウォルター・モンデール、前国連事務総長コフィー・アナンの出身校のミネソタ州私立マカレスター大学に留学。国際関係と経済・経営学部の2学部を専攻し1987年卒業。インターナショナル経済名誉会のメンバーに選出され、ジェネラル・フーズ奨学金を受ける。在学中の85年夏にメキシコに渡りスペイン語とメキシコ文化を、86年冬にイギリス・フランスに渡りヨーロッパの建築、美術を学ぶ。ラグビー部に所属しスクラム・ハーフとしてミネソタ州学生代表に選ばれケンタッキーで開催された全米学生選手権大会に出場。卒業後はロサンゼルスに移り当時ビッグ8の一角だったアーサー・ヤング・インターナショナル（現アーンスト＆ヤング）に経営コンサルタントとして勤務。80年代後半日本企業による不動産買収合併ブーム真っ最中だった。

## UCLAにて
1989年UCLA大学院映画学部に入学。映画／テレビ・プロダクションのあらゆる分野（プロデュース、演出、演技、脚本、編集、宣伝配給）を学び、短編ドラマ、ドキュメンタリー、実験的ビデオ、ミュージックビデオ等を制作。1994年に卒業し修士学位号を受ける。在学中はMPAA（全米映画協会）賞を受賞した他、UCLAシネコ映画団体の代表を務める。卒業後はコマーシャル演出（湧永製薬、味の素、象印、山本山、OCS等々）、日米の教育テレビやドキュメンタリーのプロデュース、TVコマーシャルのコーディネーター、メディア＆エンターティメント関係のリサーチャー／コンサルタント／通訳、映画／テレビ（英語＆日本語）の字幕翻訳、日系新聞に映画批評・コラム執筆、インデペンデントの映画制作事業に関わる。SAG（全米俳優協会）とAFTRA（全米テレビ＆ラジオ・アーチスト労働組合）のメンバー。
役者としてヒストリー・チャンネルの「ザ・ラスト・ミッション」で井田中佐役を、『硫黄島からの手紙』で市丸利之助海軍少将役を演じた。
FIND（フィルム・インデペンデント）、IDA（インターナショナル・ドキュメンタリー協会）に所属。CAPE（アジア・パシフィック・エインターテェイメント産業協会）の役員、財政係担当。

## 受賞作品
1999年春、短編『モーメント・カフェ』がヒューストン・ワールドフェスト映画祭で金賞受賞。
秋にはニューヨーク国際映画祭に出展。2000年2月にニューヨークのジャパンＵＳソサイアティー主催のジャパン映画フェスティバルにて招待作品として上映。